# Hansjörg Jäkle
Hansjörg Jäkle, né le 19 octobre 1971 à Schonach im Schwarzwald, est un sauteur à ski allemand. Il est notamment champion olympique par équipes en 1994.

## Biographie
Membre du club de sa ville Schonach im Schwarzwald, il représente l'équipe d'Allemagne de l'Ouest à la fin des années 1980 et commence en tant que coureur du combiné nordique.
Du fait de l'arrivée des athlètes de l'Est dans l'équipe allemande au début des années 1990, Jäkle change de sport et passe au saut à ski.
Il fait alors ses débuts dans la Coupe du monde en janvier 1993 au tremplin de vol à ski à Tauplitz (31e). Il effectue sa première saison complète dans l'élite l'hiver suivant, marquant ses premiers points pour la Coupe du monde avec une 16e place à Planica, avant de se classer notamment sixième à Bischofshofen.
En 1994, il reçoit aussi sa première sélection en grand championnat, prenant part aux Jeux olympiques de Lillehammer, où il décroche le plus grand titre de sa carrière en remportant la médaille d'or par équipes avec Christof Duffner, Dieter Thoma et Jens Weißflog. En individuel, il y est 24e sur le grand tremplin. Il achève son hiver par une victoire dans l'épreuve par équipes de Thunder Bay dans la Coupe du monde.
En 1995, aux Championnats du monde à Thunder Bay, il est douzième en individuel, mais surtout gagne la médaille d'argent à la compétition par équipes avec Thoma, Weißflof et Gerd Siegmund. Deux ans plus tard, à Trondheim, il remporte la médaille de bronze dans la même épreuve dans les Championnats du monde.
Aux Jeux olympiques d'hiver de 1998 à Nagano, il  se retrouve 17e au petit tremplin et 57e au grand tremplin, tandis qu'il prend la médaille d'argent à l'épreuve par équipes. Un mois auparavant, il venait de monter sur son unique podium individuel dans la Coupe dû à l'occasion de la Tournée des quatre tremplins, avec une deuxième place à la manche de Bischofshofen. En 1998, il remporte aussi un titre individuel de champion d'Allemagne.
Jäkle obtient ses derniers résultats significatifs à ce niveau en 1999-2000, avec une victoire par équipes à Planica et une cinquième place individuelle à Iron Mountain notamment.
Il compte aussi deux participations aux Championnats du monde de vol à ski, en 1994 et 1998, terminant à chaque fois dixième.
Il termine sa carrière sportive à l'issue de la saison 2001-2002, durant laquelle il gagne deux concours de la Coupe continentale en Allemagne.

### Vie personnelle
Également amateur de motocross, il est victime d'un accident en 2004, se brisant les jambes et devant observer une longie période de rééducation.
Sa fille Anne Jäkle est une sauteuse à ski et coureuse du combiné nordique.
Il devient professeur et entraîneur sportif pour les jeunes.

## Palmarès

### Jeux olympiques
| Épreuve / Édition | Lillehammer 1994 | Nagano 1998 |
| Petit tremplin    |                  | 17e         |
| Grand tremplin    | 24e              | 57e         |
| Par équipes       | Or               | Argent      |

### Championnats du monde
| Épreuve / Édition | Thunder Bay 1995 | Trondheim 1997 |
| Petit tremplin    | 29e              | 26e            |
| Grand tremplin    | 12e              | 22e            |
| Par équipes       | Argent           | Bronze         |

### Championnats du monde de vol à ski
| Épreuve / Édition | Planica 1994 | Oberstdorf 1998 |
| Individuel        | 10e          | 10e             |

### Coupe du monde
- Meilleur classement général : 14e en 1998.
- 1 podium individuel : 1 deuxième place.
- 4 podiums par équipes : 2 victoires, 1 deuxième place et 1 troisième place.

#### Classements généraux
| Compet'/Année | Compet'/Année | Classement général | Classement général |
| ------------- | ------------- | ------------------ | ------------------ |
| Compet'/Année | Compet'/Année | Class.             | Points             |
| 1994          | 1994          | 30e                | 115                |
| 1995          | 1995          | 17e                | 270                |
| 1996          | 1996          | 64e                | 27                 |
| 1997          | 1997          | 23e                | 219                |
| 1998          | 1998          | 14e                | 528                |
| 1999          | 1999          | 24e                | 223                |
| 2000          | 2000          | 21e                | 262                |
| 2001          | 2001          | 50e                | 54                 |
| 2002          | 2002          | 88e                | 1                  |

### Coupe continentale
- 3e du classement général en 1996.
- 4 victoires.

## Distinction
Il reçoit la Silbernes Lorbeerblatt en 1994.